# Німоно
Німоно (яп. 煮物) — страва японської кухні, що готується на повільному вогні. Зазвичай, у німоно основні інгредієнти готуються на повільному вогні у соусі шіру з підсолоджених саке та соєвого соусу. Німоно готується в шіру поки соус не абсорбується основними інгредієнтами чи випарується. Основними інгредієнтами є овочі, риба, морепродукти, тофу, або їх комбінація. Шіру може містити також дасі, мірін, цукор, сіль, оцет, місо, чи інші добавки. Для приготування німоно використовують важкий закритий горщик, щоб рівномірно розподілити тепло під час варіння.

## Різновиди
- Місоні (яп. 味噌煮), а також місодакі (яп. 味噌炊き) — риба, іноді і овочі, тушкуються в суміші місо та даші.
- Нікуджяґа (яп. 肉じゃが) — рагу з яловичини та картоплі, приправлене солодким соєвим соусом.
- Нізакана (яп. 煮魚) — риба приготована в бульйоні з підсолодженого дасі, іноді з місо, також називається ніцуке (яп. 煮付け). Вперше страва з'являється в кулінарних книгах на початку 18 століття.
- Какуні (яп. 角煮) — шматки свинятини, тушкованого в сої, міріні та саке з шматочками дайкону та цілими вареними яйцями. Окінавська варіація, що використовує аваморі, соєвий соус та місо, відома як рафут.
- Сокі (яп. ソーキ) — окінавська тушкована страва зі свинини на кістці.
- Оден (яп. おでん)
- Набемоно (яп. 鍋物)

## Галерея

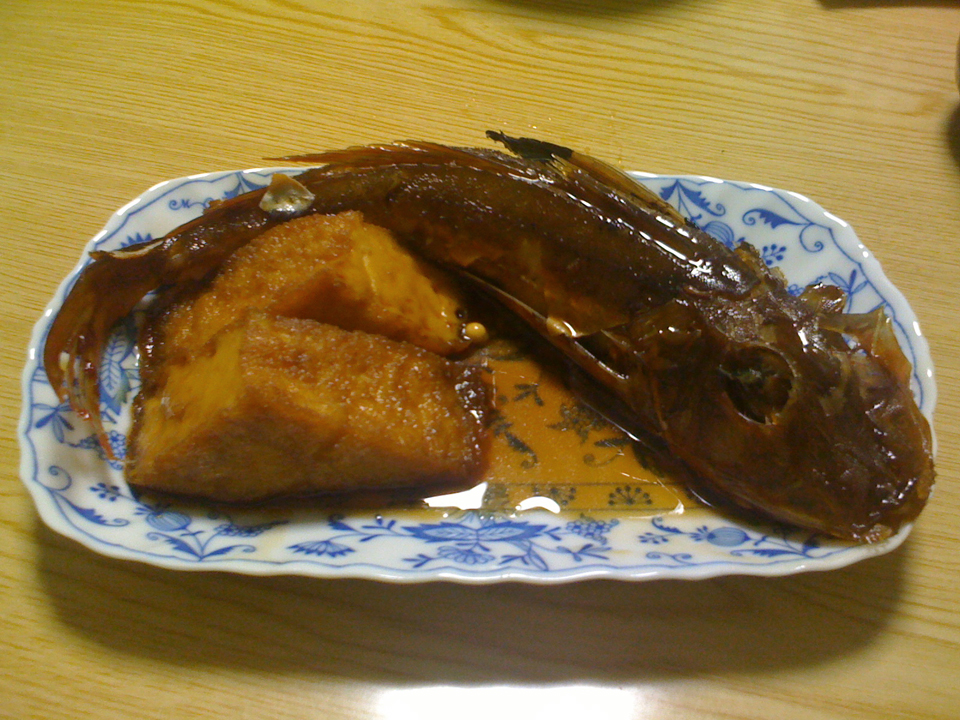
Варена тригла-ластівка з імбиром, соєвим соусом, міріном, цукром, саке та водою.
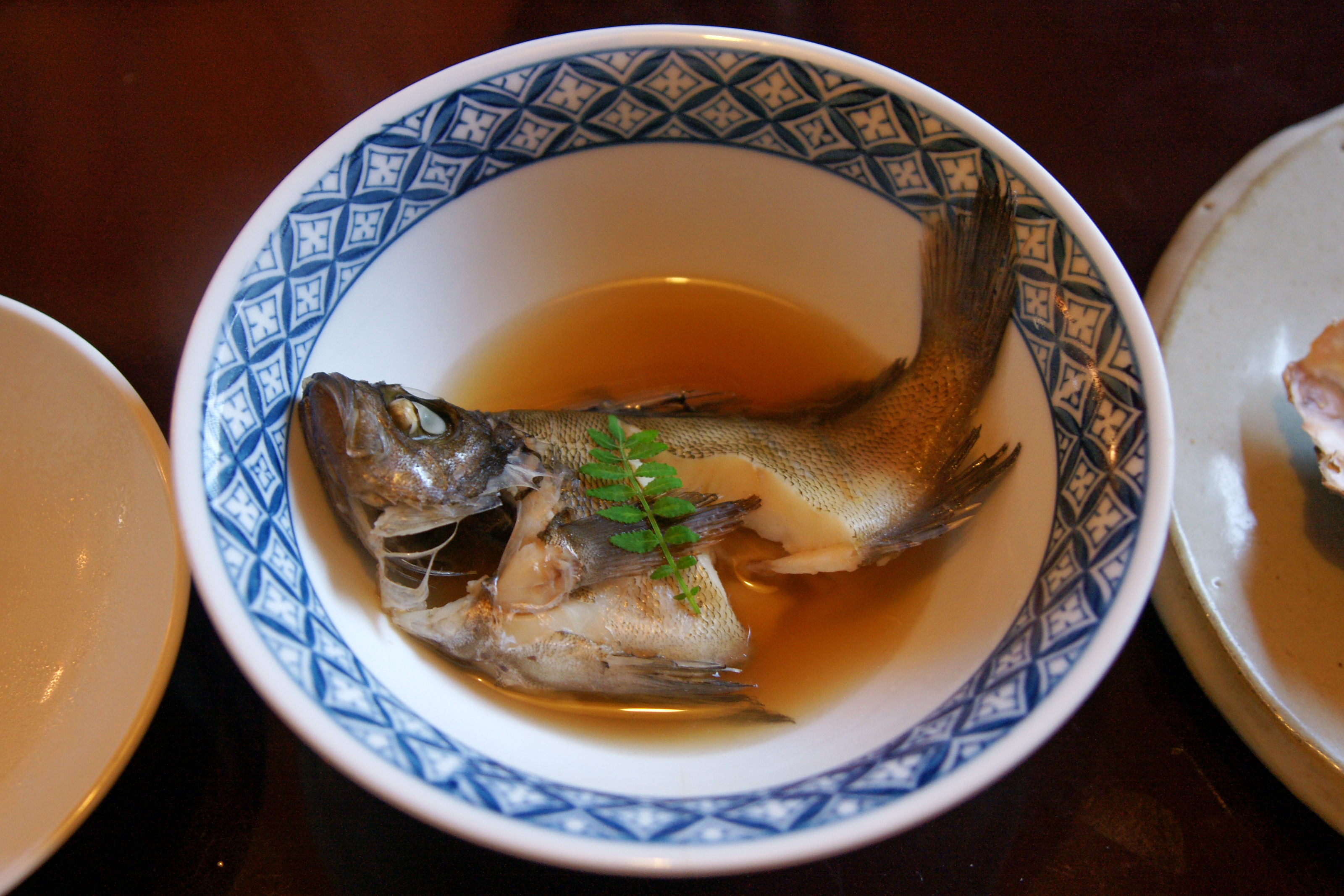
Відварна риба з імбиром, соєвим соусом, міріном, цукром, саке та водою.
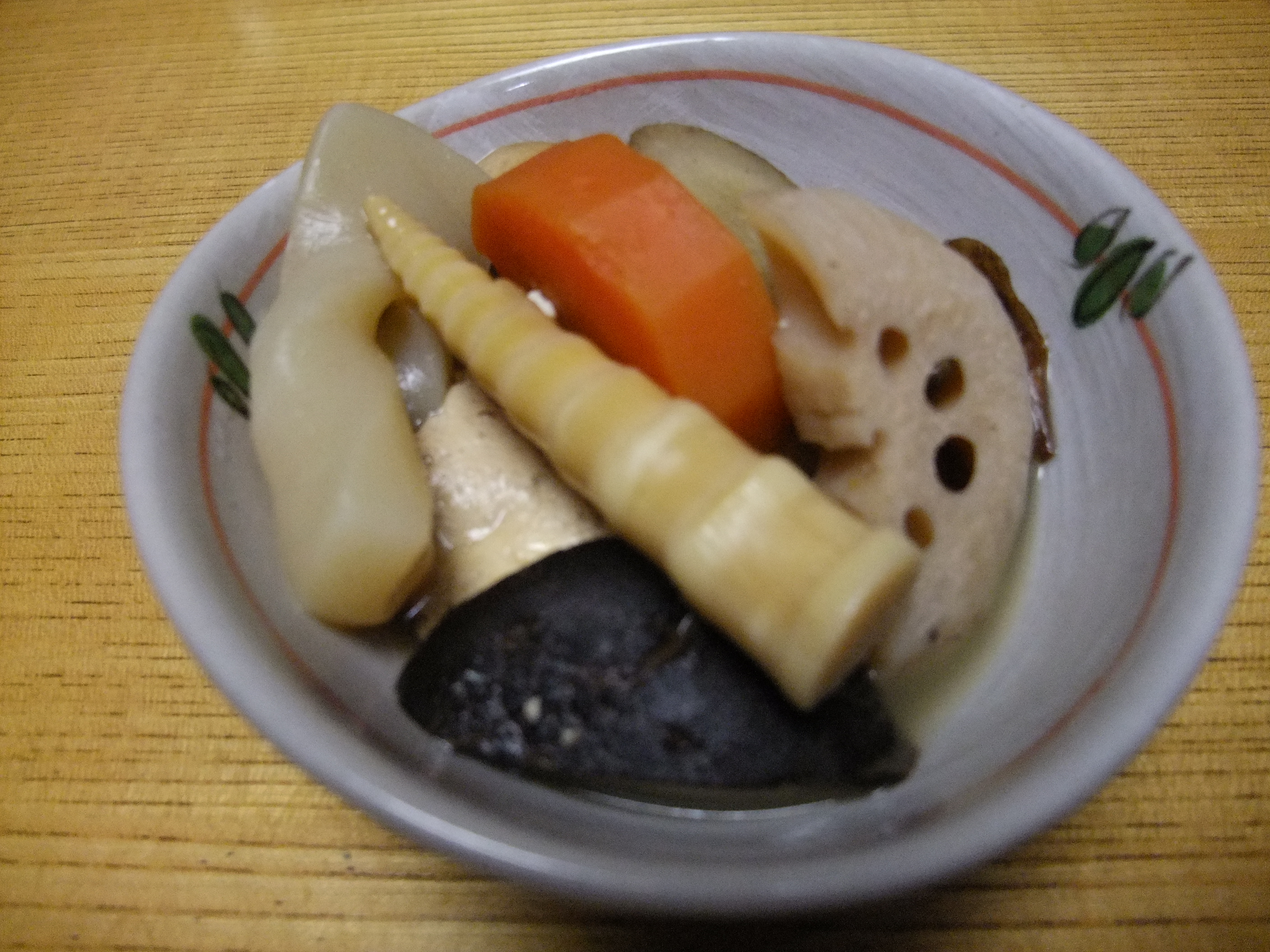
Нішіме, тип німоно з овочами (включно з паростками бамбука, коренем лотоса та шиїтаке) з префектури Аоморі.